# 入廣瀨站
入廣瀨站（日语：／ Irihirose eki */?）是位於新潟縣魚沼市大栃山136番6號，東日本旅客鐵道（JR東日本）的只見線車站。

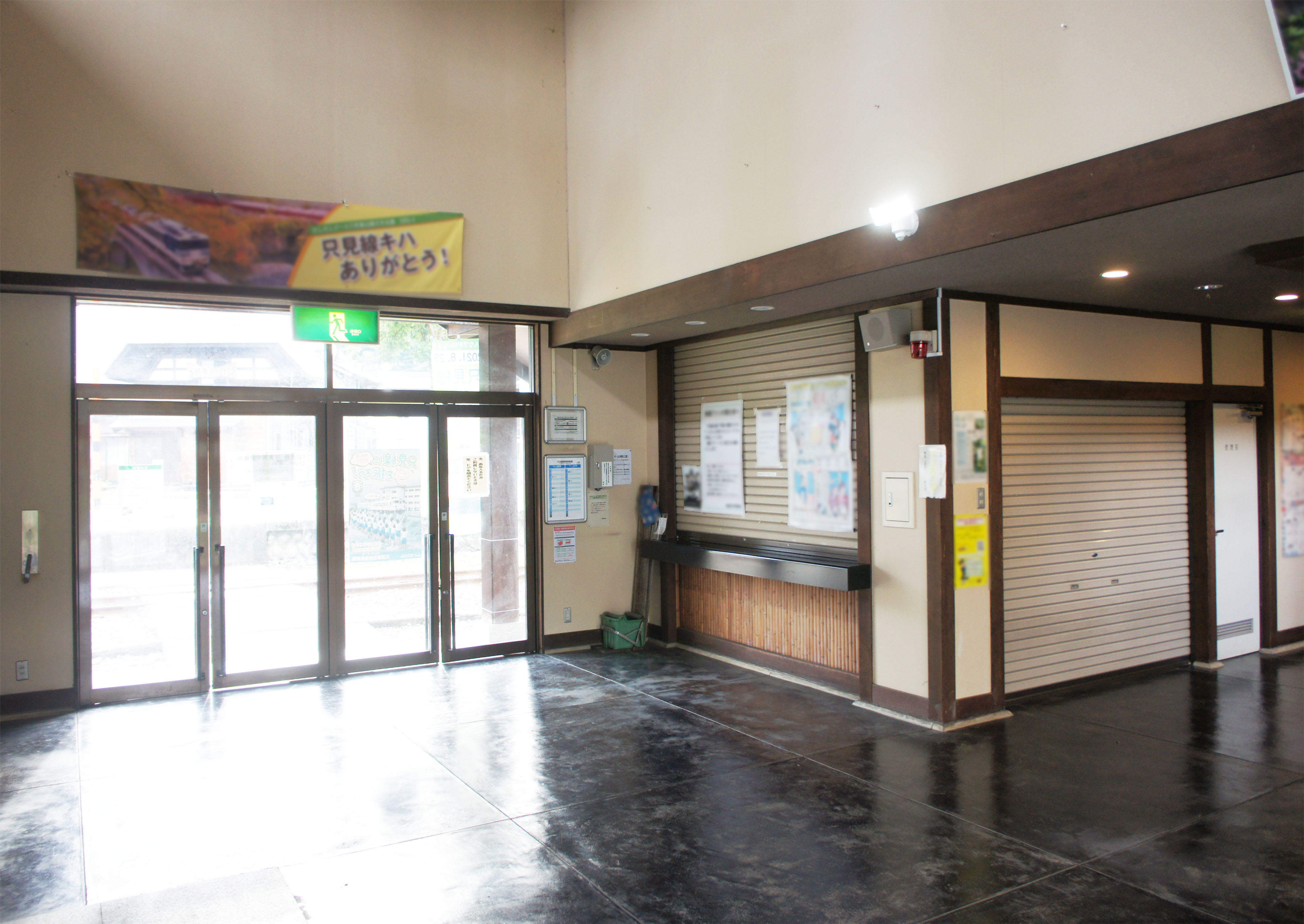
車站大廳（2021年9月）

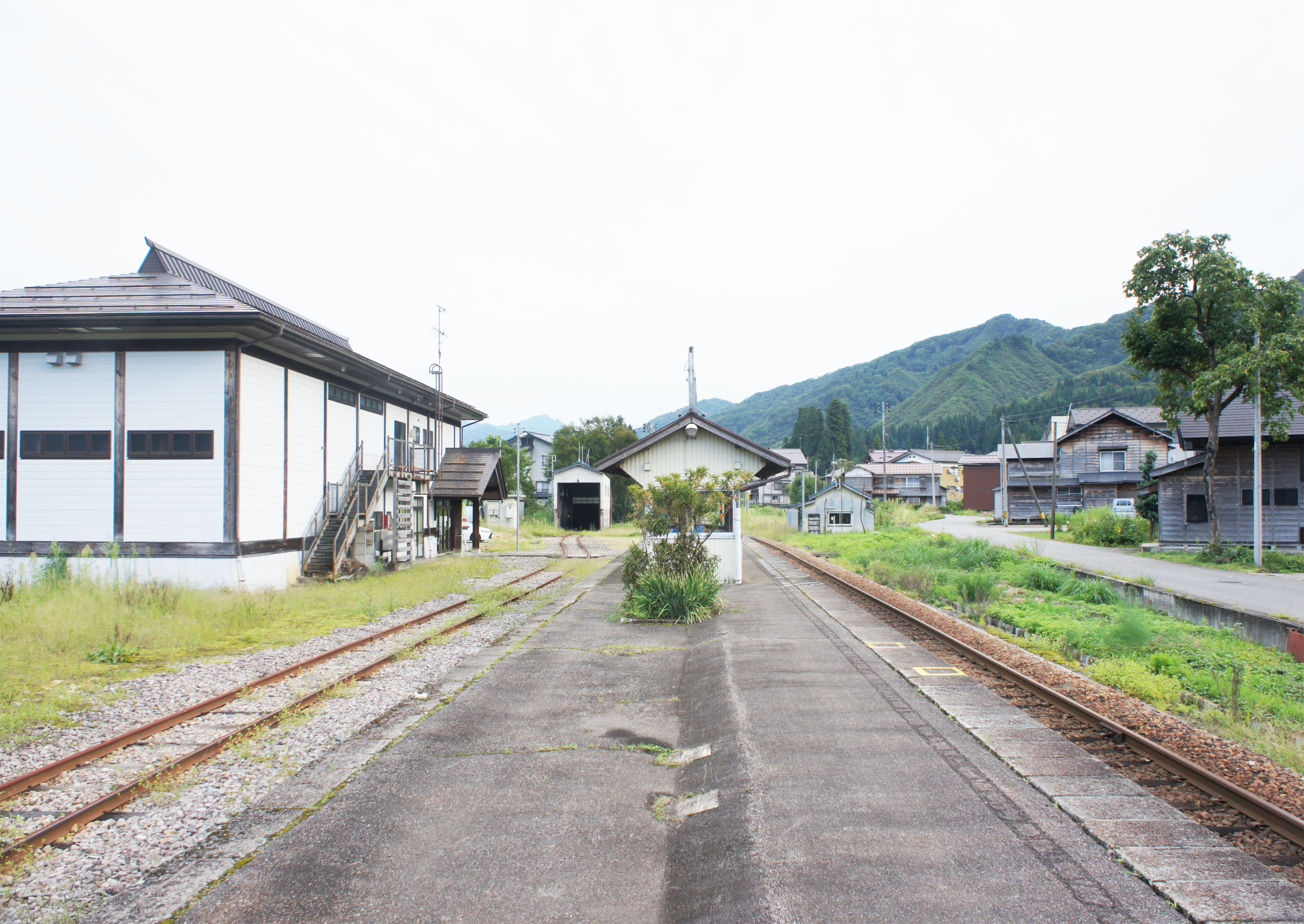
月台（2021年9月）

## 歷史
- 1942年（昭和17年）11月1日：只見線小出站至大白川站之間開通，此站啟用。
- 1987年（昭和62年）4月1日：伴隨國鐵分割民營化，車站由東日本旅客鐵道（JR東日本）營運。
- 1988年（昭和63年）11月14日：車站啟用時已經存在的木造車站大樓拆毀。
- 2010年（平成22年）4月1日：結束簡易委託業務，成為無人車站。

## 車站構造
此站是地面車站，設有1面1線的單式月台，設有1條側線。該側線只連接小出一方本線並連接車庫。
曾經此站設有POS終端，為簡易委託車站。現時是由越後湯澤站管理的無人車站。
車站大樓在1988年（昭和63年）12月重建，大樓內設有「雪國觀光會館」。在大樓內設有入廣瀨物產販賣處，也展示了舊站的資料（包括舊站名牌、舊車站大樓相片、大白川至只見之間開通時的紀念車票和方向牌等）、入廣瀨村村制100周年紀念的時間囊、入廣瀬物產展示和入廣瀬村的資料和博物物。

## 使用狀況
以下為乘車人次變化列表：
| 乘車人次變化       | 乘車人次變化     | 乘車人次變化 |
| 年度               | 1日平均 乘車人次 | 參考資料     |
| ------------------ | ---------------- | ------------ |
| 2000年（平成12年） | 48               | [ 1 ]        |
| 2001年（平成13年） | 56               | [ 2 ]        |
| 2002年（平成14年） | 54               | [ 3 ]        |
| 2003年（平成15年） | 47               | [ 4 ]        |
| 2004年（平成16年） | 38               | [ 5 ]        |
| 2005年（平成17年） | 37               | [ 6 ]        |
| 2006年（平成18年） | 37               | [ 7 ]        |
| 2007年（平成19年） | 36               | [ 8 ]        |
| 2008年（平成20年） | 31               | [ 9 ]        |

## 車站周邊
車站步行數分鐘後便可到達入廣瀨地區中心。
- 魚沼市政廳入廣瀨廳舍（舊・入廣瀨村（日语：入広瀬村）公所）
- 入廣瀨郵局
- 國道252號（日语：国道252号）
- 道之驛入廣瀨（日语：道の駅いりひろせ）
- 小出警署（日语：小出警察署）入廣瀨駐在所
- 北魚沼農業協同組合 入廣瀨分店
- 池之峠
- 鏡池
- 魚沼市立入廣瀨小學（日语：魚沼市立入広瀬小学校）
- 壽和溫泉
- 手工藝培訓館
- 野山之幸資料館
- 越後草藥香園入廣瀬

## 巴士路線

包含此站在內的南越後觀光巴士路線圖

越後交通集團下的南越後觀光巴士設有巴士路線停靠附近巴士站，巴士路線與只見線並行。
- UA 小出＝上条＝貫木、穴澤線[10]
從車站以南步行約1分鐘可到達「入廣瀨站角」（UA43）。另外路線會以循環方法行走（小出方向）→鏡池→…→穴澤→入廣瀨站角→…→鏡池→（小出方向）。

## 相鄰車站
東日本旅客鐵道（JR東日本）
■只見線
大白川－*（臨）柿之木－入廣瀨－上條
*刪除線代表已廢除的車站

## 注腳
1. ↑  . 東日本旅客鐵道.   [2019-03-08]. （原始内容存档于2018-02-13） （日语）.
2. ↑  . 東日本旅客鐵道.   [2019-03-08]. （原始内容存档于2019-04-02） （日语）.
3. ↑  . 東日本旅客鐵道.   [2019-03-08]. （原始内容存档于2019-04-02） （日语）.
4. ↑  . 東日本旅客鐵道.   [2019-03-08]. （原始内容存档于2019-04-02） （日语）.
5. ↑  . 東日本旅客鐵道.   [2019-03-08]. （原始内容存档于2019-04-02） （日语）.
6. ↑  . 東日本旅客鐵道.   [2019-03-08]. （原始内容存档于2017-08-08） （日语）.
7. ↑  . 東日本旅客鐵道.   [2019-03-08]. （原始内容存档于2019-03-27） （日语）.
8. ↑  . 東日本旅客鐵道.   [2019-03-08]. （原始内容存档于2017-08-08） （日语）.
9. ↑  . 東日本旅客鐵道.   [2019-03-08]. （原始内容存档于2019-04-02） （日语）.
10. ↑  南越後観光バス 小出・小千谷地区 （页面存档备份，存于）（日語） - 2020年1月2日參閲。

## 外部連結
- 車站資訊（入廣瀨）：東日本旅客鐵道（日語）